# IC 3024
IC 3024 је спирална галаксија у сазвјежђу Дјевица која се налази на листи објеката дубоког неба у Индекс каталогу.
Деклинација објекта је + 12° 19' 32" а ректасцензија 12h 10m 12,0s. Привидна величина (магнитуда) објекта IC 3024 износи 14,4 а фотографска магнитуда 15,1. IC 3024 је још познат и под ознакама UGC 7161, MCG 2-31-39, CGCG 69-68, VCC 18, IRAS 12076+1236, PGC 38709.